# پنیرک درختی (سرده)
پنیرک درختی (نام علمی: Malvaviscus) نام یک سرده از تیره پنیرکیان است.